# 프랑수아 루이 부르동

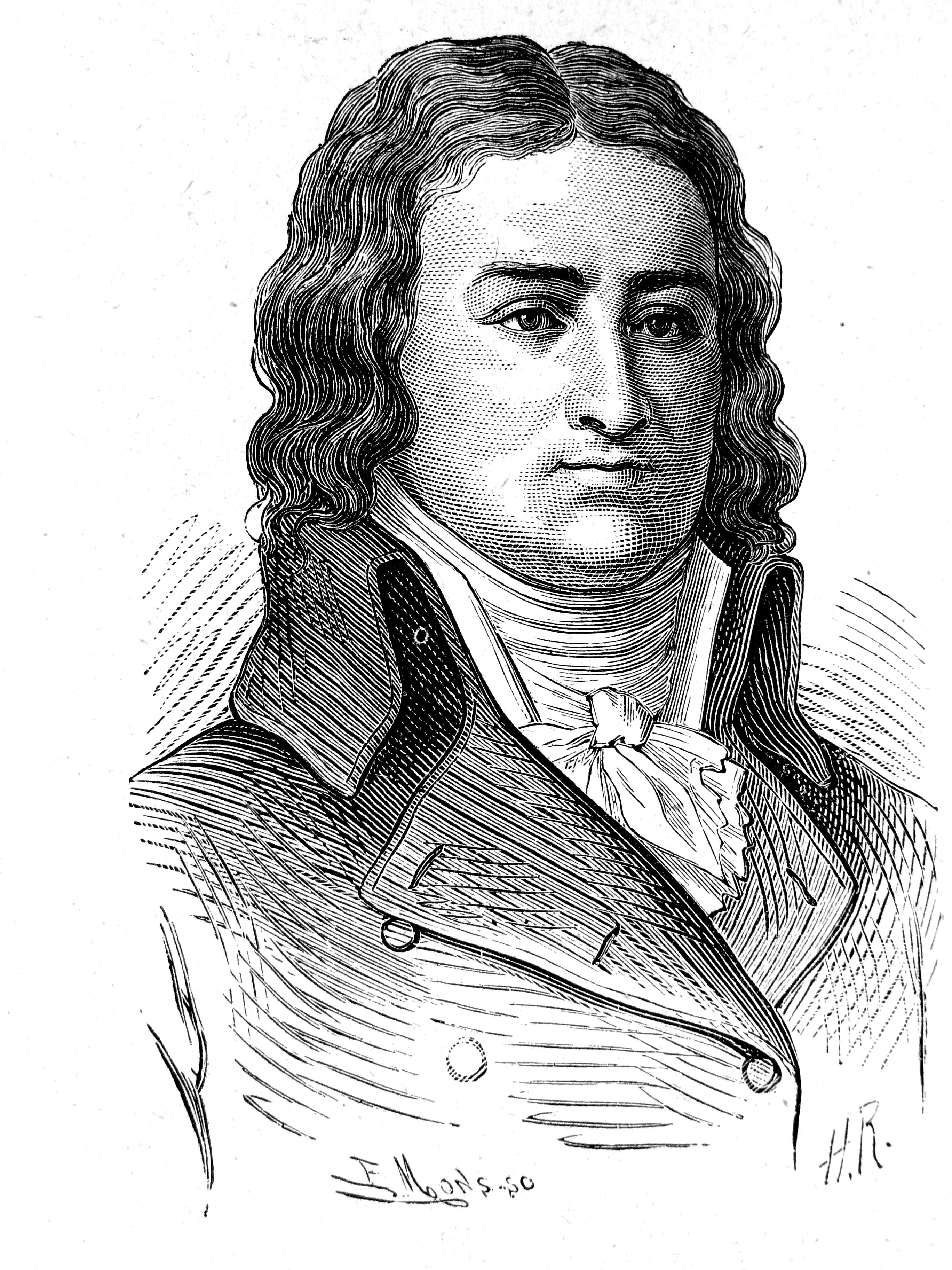

프랑수아 루이 부르동(프랑스어: François Louis Bourdon, 1758년 1월 11일 ~ 1797년 6월 22일)은 프랑스의 정치인으로, 주로 프랑스 혁명 시기에 활동하였다. 파리 의회에서 변호사로 활동하였다. 부르동 드 루아즈(프랑스어: Bourdon de l'Oise)라고도 불리었다.

## 생애
1758년 1월 11일에 출생하였다. 부르동은 프랑스 혁명의 원리들을 열렬히 지지하였으며, 1792년 8월 10일의 소요사태에서 큰 역할을 하였다.
우아즈 지방의 대표로서 그는 루이 16세를 사형시키는 데에 찬성하였다. 부르동은 지롱드당원과 왕실과의 관계를 비판하였고, 얼마 지나지 않아서 로베스피에르에게도 등을 돌렸는데, 이 일로 인해서 로베스피에르는 부르동의 라 로셸의 프랑스 혁명군에 대한 의회의 의원으로서의 행위를 문제 삼았고, 결국 부르동은 자코뱅 클럽에서 추방당하였다.
1794년 7월 27일 테르미도르의 반동에서 부르동은 대리인 자격으로 로베스피에르를 지지하는 파리 코뮌의 폭동을 진압하는 폴 바라스를 도왔다.
이후 부르동은 매우 공격적인 반동주의자가 되어 산악당의 전직 회원들을 비판하였으며 1795년 4월 1일과 5월 20일 상퀼로트의 폭동을 엄격하게 진압하는 것을 지지하였다. 부르동은 500인회에서 비밀 왕당파들로 이루어진 클리시당에 속하였다.
이들은 프뤼메르 18일 쿠데타를 일으킨 관리들에 반대하였고, 결국 부르동은 체포되어 프랑스령 기아나로 유배되었다.
그러나 기아나에 도착한 지 얼마 지나지 않은 1797년 6월 22일 사망하였다.
 본 문서에는 현재 퍼블릭 도메인에 속한 브리태니커 백과사전 제11판의 내용을 기초로 작성된 내용이 포함되어 있습니다.